# Dorpskerk (Leusden-Zuid)
De Dorpskerk van Leusden-Zuid is een waterstaatskerk uit 1828 langs de N226 in de woonkern Leusden-Zuid in de Nederlandse gemeente Leusden. Het gebouw wordt onder andere gebruikt voor kerkdiensten van de plaatselijke protestantse gemeente. Het is ontworpen in neoclassicistische stijl gecombineerd met gotiserende raamvormen. De kerk is een rijksmonument.

## Interieur en exterieur
Het gebouw is een eenbeukige zaalkerk met een dwarsgeplaatste ingangspartij met dakruiter, een zogeheten westwerk. Het is gemaakt in classicistische stijl, vermengd met traditionele elementen zoals spitsboogvensters met vorktraceringen. Het kappen van het schip worden gedekt met leien in rijndekking. Bovenop staat een koepeltoren met daarin luidklokken, geplaatst in 1869 door klokkenmaker Haak uit Utrecht. De voorgevel bestaat uit twee typen vensters: hooggeplaatste spitsboogvensters met harnassen en rechthoekige vensters op de begane grond. 
Onder het middenrisaliet staat het jaar 1828 in Romeinse cijfers. 

Het gebouw bevalt tevens een gevelsteen met de volgende tekst: 
Hoogte van het Rijnwater op den 14 maart bij de doorbraak van den Grebbendijk anno 1855
De preekstoel, doopvont en dooptuin dateren uit 1886 en zijn geschonken door A.J. De Beaufort en H.J.H. baron van Boetzelaar. 
Binnen het gebouw is een eenklaviers-orgel uit 1871, gebouwd door L.H. Knipscheer. Deze werd in 1900 op kosten van De Beaufort uitgebreid. Ook schonk hij datzelfde jaar de kroonluchters.
De roosramen in de kerk bevatten de Griekse letters A (alfa) en Ω (omega). Deze verwijzen naar het Bijbelboek Openbaring 22:13.

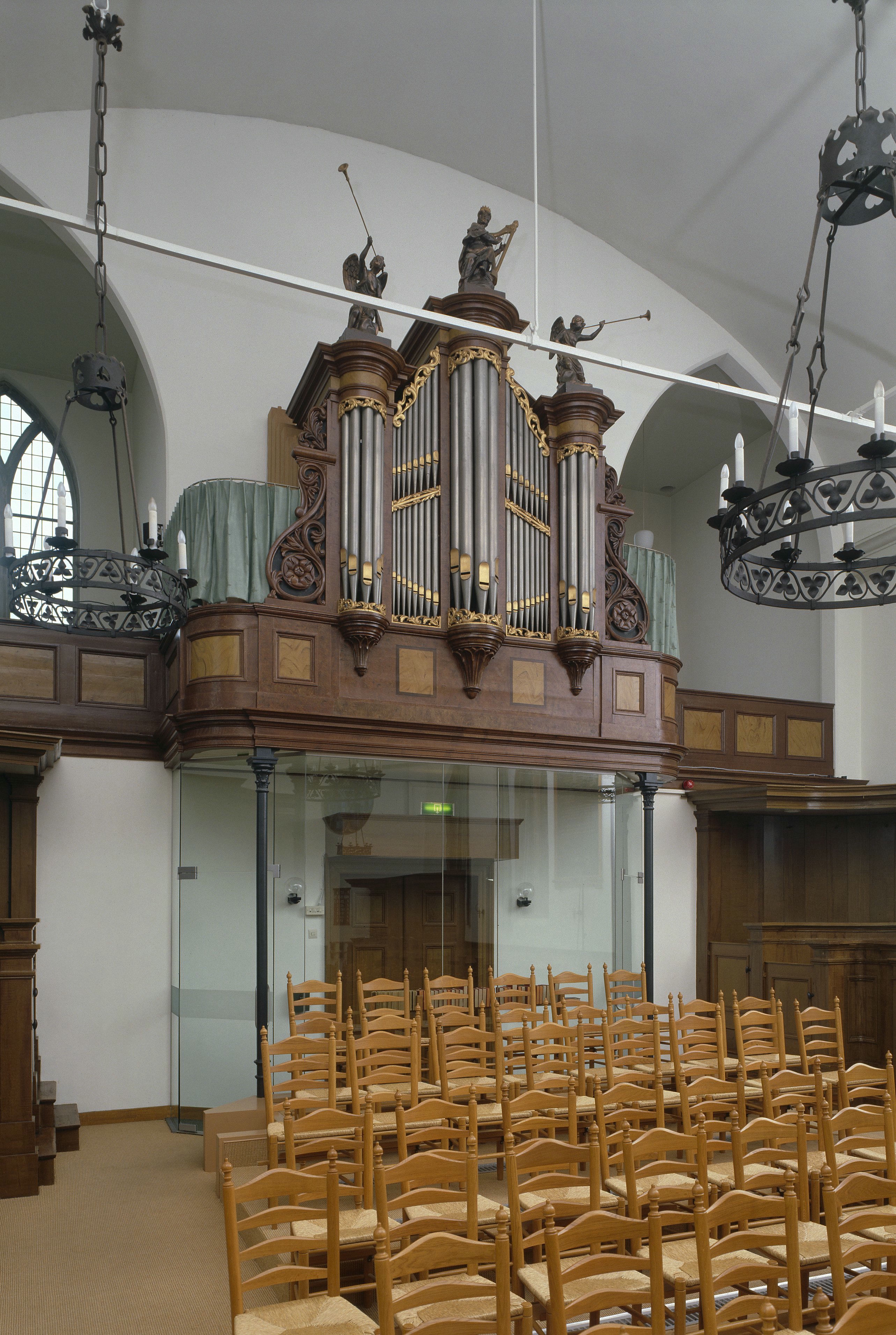
Het eenklaviers-orgel uit 1871

## Geschiedenis
In het jaar 1825 verzocht de kerkenraad van de hervormde gemeente van Leusden koning Willem I om een nieuwe kerk met pastorie op een andere locatie te bouwen dan op de locatie van de oude dorpskerk. Voor kerkgangers die elders in Leusden woonden, kon het immers wel een uur reizen zijn. Leusbroek, het huidige Leusden-Zuid, en niet Oud-Leusden was destijds immers het zwaartepunt van de gemeente geworden. De toestemming werd verleend en kwam iets zuidelijker van Bavoort op grond verkregen van boerderij de Bieshaar. Nadat in 1826 de oude dorpskerk, op de toren na, is gesloopt werd ter vervanging hiervan in Leusbroek de nieuwe Nederlandse Hervormde Dorpskerk gebouwd. Een gedeelte van de materialen kwamen van de oude kerk vandaan, zoals de bakstenen voor de fundering en tras voor de metselspecie. De eerste steen werd gelegd op 6 juni 1827 en de bouw was voltooid in 1828. Dat jaar werd het ingewijd door de Amersfoortste dominee Breyl. Het jaar daarna kreeg de kerk de predikant P.C. Ribbeck, de eerste eigen predikant in Leusden sinds twee eeuwen.
In 1900 onderging de kerk - onder initiatief van A.J. de Beaufort -  een verbouwing waarbij een koor werd aangebouwd, naar een ontwerp van architect Jan Pothoven uit 1895.
In 1953 is de pastorie gesloopt en maakte plaats voor een nieuw woonhuis en werd een nieuw wijkcentrum, 't trefpunt, aan de kerk gebouwd.
Op 13 januari 1971 werd het gebouw ingeschreven in het rijksmonumentenregister.